# Наріман Курбанов
Наріман Курбанов (англ. Nariman Kurbanov, 6 грудня 1997, Алмати, Казахстан)— казахстанський гімнаст. Спеціаліст вправи на коні. Перший в історії Казахстану призер Олімпійських ігор в спортивній гімнастиці. Призер чемпіонату Азії та літньої Універсіади. Майстер спорту міжнародного класу Казахстану.

## Біографія
Батько - Хусанжан Курбанов - тренер зі спортивної гімнастики.
Зробив пропозицію казахстанській спортивній гімнастці Аїді Бауржановій, з якою познайомився на тренуваннях в 2018 році.
Отримав ступінь з митної справи на юридичному факультеті Казахського національного університеті імені Аль-Фарабі в Алмати, Казахстан.

## Спортивна кар'єра
Спортивною гімнастикою займається з п'яти років, хоча перебував в залі з народження, де тренував батько.

#### 2017
За місяць до чемпіонату світу в Монреальі, Канада, отримав травму кисті, змушений був утриматися від тренувань і перебувати в гіпсі протягом двох тижнів.

#### 2019
На чемпіонаті світу в Штутгарті, Німеччина, посів 10 місце в кваліфікації та не зміг відібратися до фінальних змагань на коні, що завадило здобути особисту ліцензію на Олімпійські ігри в Токіо.

#### 2024
В серії кваліфікаційних на літні Олімпійські ігри в Парижі, Франція, етапів кубку світу набравши 70 очок у вправі на коні, посів друге місце в рейтингу та здобув особисту олімпійську ліцензію.
На літніх Олімпійських іграх в Парижі, Франція, в фіналі вправи на коні виступав першим, набравши 15,433 бала, що дозволило здобути срібну нагороду.

### Результати на турнірах
| Рік  | Змагання                    | КБ | ІБ | Вільні вправи | Кінь | Кільця | Опорний стрибок | Паралельні бруси | Перекладина |
| ---- | --------------------------- | -- | -- | ------------- | ---- | ------ | --------------- | ---------------- | ----------- |
| 2018 | Азійські ігри               | 6  |    |               | 6    |        |                 |                  | 8           |
| 2018 | Чемпіонат світу             | 16 |    |               | 5    |        |                 |                  |             |
| 2019 | Кубок світу. Баку           |    |    |               | 4    |        |                 |                  |             |
| 2019 | Кубок виклику в Копері      |    |    |               | 9    |        |                 |                  |             |
| 2019 | Універсіада                 |    |    |               | 2    |        |                 |                  |             |
| 2019 | Чемпіонат світу             | 16 |    |               |      |        |                 |                  |             |
| 2020 | Кубок світу. Баку           |    |    |               | 5    |        |                 |                  |             |
| 2021 | Кубок світу. Доха           |    |    |               | 2    |        |                 |                  |             |
| 2021 | Кубок виклику в Осієці      |    |    |               | 2    |        |                 |                  |             |
| 2021 | Чемпіонат світу             |    |    |               | 4    |        |                 |                  |             |
| 2022 | Кубок світу в Котбусі       |    |    |               | 7    |        |                 |                  |             |
| 2022 | Кубок світу в Досі          |    |    |               | 1    |        |                 |                  |             |
| 2022 | Кубок світу в Каїрі         |    |    |               | 8    |        |                 |                  |             |
| 2022 | Кубок світу в Баку          |    |    |               | 1    |        |                 |                  |             |
| 2022 | Чемпіонат Азії              | 5  |    |               | 2    |        |                 |                  |             |
| 2022 | Ісламські ігри солідарності | 3  |    |               | 2    |        |                 |                  |             |
| 2022 | Кубок виклику в Сомбатхеї   |    |    |               | 1    |        |                 |                  |             |
| 2022 | Чемпіонат світу             | 18 |    |               | 4    |        |                 |                  |             |
| 2023 | Кубок світу в Котбусі       |    |    |               | 3    |        |                 |                  |             |
| 2023 | Кубок світу в Досі          |    |    |               | 1    |        |                 |                  |             |
| 2023 | Кубок світу в Баку          |    |    |               | 1    |        |                 |                  |             |
| 2023 | Кубок світу в Каїрі         |    |    |               | 7    |        |                 |                  |             |
| 2023 | Універсіада                 |    |    |               | 2    |        |                 |                  |             |
| 2023 | Чемпіонат Азії              | 6  |    |               | 3    |        |                 |                  |             |
| 2023 | Чемпіонат світу             | 18 |    |               | 16   |        |                 |                  |             |
| 2024 | Кубок світу в Каїрі         |    |    |               | 5    |        |                 |                  |             |
| 2024 | Кубок світу в Котбусі       |    |    |               | 1    |        |                 |                  |             |
| 2024 | Кубок світу в Баку          |    |    |               | 4    |        |                 |                  |             |
| 2024 | Кубок світу в Досі          |    |    |               | 4    |        |                 |                  |             |
| 2024 | Кубок виклику в Анталії     |    |    |               | 2    |        |                 |                  |             |
| 2024 | Кубок виклику в Варні       |    |    |               | 1    |        |                 |                  |             |
| 2024 | Чемпіонат Азії              | 4  |    |               | 1    |        |                 |                  |             |
| 2024 | Олімпійські ігри            |    |    |               | 2    |        |                 |                  |             |

## Іменний елемент
На чемпіонаті світу в Монреалі, Канада, в 2017 році виконав новий елемент, який отримав назву "The Kurbanov" та віднесено до групи Е.